# It's a Beautiful Day (band)
It's a Beautiful Day was een in 1967 opgerichte Amerikaanse rockband uit San Francisco.

## Bezetting
Oprichters
- David LaFlamme (zang, viool)
- Pattie Santos (zang, percussie)
- Hal Wagenet (gitaar)
- Mitchell Holman (basgitaar)
- Val Fuentes (drums)
- Linda LaFlamme (keyboards)

Laatste bezetting
- Pattie Santos (zang, percussie)
- Bill Gregory (gitaar)
- Bud Cockrell (zang, basgitaar)
- Val Fuentes (drums)
- Fred Webb (keyboards)
- Greg Bloch (viool, mandoline)

Voormalige leden
- Tom Fowler (basgitaar)

## Geschiedenis
De band werd geformeerd door David LaFlamme, samen met zijn echtgenote Linda LaFlamme, Hal Wagenet, Mitchell Holman, Pattie Santos en Val Fuentes. Opmerkelijk voor toenmalige verhoudingen was, dat een elektrisch versterkte viool als dragend muziekinstrument werd gebruikt door LaFlamme en om die reden werd afgezien van het gebruik van een sologitaar.
Voorafgaand aan het uitbrengen van het debuutalbum in 1969 voegde Fred Webb zich bij de band. De lp kreeg zeer goede kritieken en als singles van dit album verschenen White Bird, Bombay Calling en A Hot Summer Day. De oorspronkelijke lp-cover telt als een van de mooiste covers in de geschiedenis van de rockmuziek, maar mocht later uit licentie-juridische redenen niet meer worden gebruikt. Het nummer Bombay Calling inspireerde Deep Purple om een van hun bekendste songs Child in Time te componeren, want organist Jon Lord was een groot fan van It's a Beautiful Day en Deep Purple was de voorband tijdens een van hun tournees.
Het tweede album Marrying Maiden uit 1970 plaatste zich onder de top 30 van de Amerikaanse albumhitlijst. Als studiogast was Jerry Garcia te horen. Nadat Holman en Wagenet de band in 1972 hadden verlaten, werden ze vervangen door Tom Fowler en Bill Gregory. De in hetzelfde jaar verschenen lp Choice Quality Stuff Anytime kreeg slechte kritieken. Bovendien verscheen het livealbum It's a Beautiful Day at Carnegie Hall.
Op de lp Today uit 1973 waren dan ook slechts Santos, Fuentes, Webb, Gregory, Bud Cockrell, Greg Bloch en Donald Waldrop te horen. Daarna werd de band ontbonden. Nadat David LaFlamme in 1978 na enkele slecht verkochte concerten een nieuwe band formeerde, kreeg deze de naam It Was a Beautiful Day. In 1996 kwam er een reünieconcert met David LaFlamme, Holman, Wagenet en Fuentes in Santa Cruz.
David LaFlamme, die geboren was op 4 mei 1941, overleed op 6 augustus 2023.

## Discografie
- 1969: It's a Beautiful Day
- 1970: Marrying Maiden
- 1971: Choice Quality Stuff/Anytime
- 1972: Live At Carnegie Hall
- 1973: It's a Beautiful Day...Today
- 1974: 1001 Nights (compilatie)
- 1977: White Bird (Amherst Records)
- 1978: Inside Out (Amherst Records)
- 1995: Greatest Hits, {Limit. Picture Disc)
- 1998: It's A Beautiful Day / Marrying Maiden (heruitgebracht)
- 2003: Beyond Dreams
- 2003: David LaFlamme - Live in Seattle
- 2005: David LaFlamme - Misery Loves Company